# جیمز جکسون
جیمز جکسون (به انگلیسی: James Jackson) سناتور سابق عضو حزب دموکرات-جمهوری‌خواه بود. وی در سال ۱۷۹۳ تا ۱۷۹۵ و ۱۸۰۱ تا ۱۸۰۶ میلادی سناتور ایالت جورجیا در سنای ایالات متحده آمریکا بود.